# 竹窗簾岩
69°42′S 39°12′E / 69.700°S 39.200°E
竹窗簾岩，是南極洲的岩石，位於毛德皇后地的哈拉爾王子海岸，處於斯卡萊維哈爾森山以西1.9公里的呂佐夫-霍爾姆灣東南岸，根據挪威探險隊拍攝的空中照片繪入地圖，現時由南極條約體系管理。

## 外部連結
- 本条目引用的公有领域材料来自美国地质调查局的文档 《竹窗簾岩》 （資料來自地名信息系统）。